# Eurete schmidti
Eurete schmidti är en svampdjursart som beskrevs av Schulze 1886. Eurete schmidti ingår i släktet Eurete och familjen Euretidae.

## Underarter
Arten delas in i följande underarter:
- E. s. kampeni
- E. s. treubi
- E. s. schmidti